# Diecezja Orán
Diecezja Orán (łac. Dioecesis Novoraniensis) – diecezja Kościoła rzymskokatolickiego w Argentynie, sufragania archidiecezji Salta.

## Historia
10 kwietnia 1961 roku papież Jan XXIII bullą Supremi muneris erygował diecezję Orán. Dotychczas wierni z tym terenów należeli do diecezji (obecnie archidiecezji) Salta.

## Ordynariusze
- Francisco Felipe de la Cruz Muguerza OFM (1961 - 1969)
- Manuel Guirao (1970 - 1981)
- Gerardo Eusebio Sueldo (1982 - 1993)
- Mario Antonio Cargnello (1994 - 1998)
- Jorge Lugones SJ (1999 - 2008)[2]
- Marcelo Daniel Colombo (2009 - 2013)[3][4]
- Gustavo Zanchetta (2013 - 2017)[5][6]
- Luis Antonio Scozzina OFM (od 2018)[7]